# Maricarmen Marín
Mary Carmen Marín Salinas (Lima, Peru; 28 de setembro de 1982), mais conhecida como Maricarmen Marín, é uma cantora, modelo, actriz, apresentadora de televisão e produtora peruana.

## Biografia
Mary Carmen Marín nasceu o 28 de setembro de 1982 na cidade de Lima. Debutóu como bailarina aos 16 anos no programa A movida dos sábados em 1999. Debutóu como cantora no grupo feminino de cumbia Água Bela no ano 2000.
Em 2005 iniciou sua carreira musical como solista, publicando seu primeiro álbum Me apaixonei de ti e daí. Nesse mesmo ano, Maricarmen foi apresentadora de televisão com seus programas Ao ritmo de Maricarmen e Ritmo sabroso.
Ao ano seguinte, debutóu como actriz e protagonizou a minissérie Vírgenes da cumbia, que durou duas temporadas e compartilhou cena com a actriz Magdyel Ugaz. Anos mais tarde, protagonizou a minissérie Eu não me chamo Natacha.
Marín participa na trilha corrente da série de televisão Ao fundo há lugar.
Desde 2012, fez parte do júri do programa de concurso de canto e imitação Eu sou por Latina Televisão,onde permanece até os dias de hoje junto com o produtor, escritor e diretor Ricardo Morán e a comediante e actriz Katia Palma.
Anos depois, foi chamada para ser parte do programa A Banda, no qual se desempenha como a produtora a cargo da categoria tropical.
No cinema, teve sua primeira participação no filme Peloterosa isto se lhe somam outras participações em outros filmes, sendo a mais destacada é a saga peruano-mexicana A pior de meus casamentos, em onde ela interpreta a Maricielo, a protagonista da história, ademais, neste filme, compartilhou ecrã com os actores mexicanos Gabriel Soto e Laura Sapata.
Em 2017, conduziu o programa Que tal Surpresa! por Latina até junho desse ano, deixando o programa em mãos da modelo e apresentadora Karen Schwarz.

## Discografia
Como solista
- Apaixonei-me de ti, e daí! (2006)
- Cumbia poder! (2008)
- Com estilo! (2011)
- Natal Maricarmen (2015)
- Natal Maricarmen 2 (2016)
- Natal Maricarmen 3 (2017)

### Singelos
- Apaixonei-me de ti, e daí!
- Sarita Colónia
- Amor de novela (A pior de meus casamentos 1)
- Obsesión
- Por fim sou livre
- Por que te foste?

### Trilhas correntes
- Ao fundo há lugar
- A pior de meus casamentos
- Um natal em verão

## Filmografía

### Televisão

#### Programas
- Ao ritmo de Maricarmen (2005)
- Ritmo sabroso (2008)
- Para elas (2012-2013)
- Eu sou (2012-presente) Juíza
- A Banda (2014-2015). Juíza (Produtora Género Tropical)
- Eu sou Kids (2014; 2017) Juíza[5]
- Tudo bom surpresa! (2017) Condutora.
- Súper kids (2018) Juíza.
- Os quatro finalistas (2018) Juíza (Primeira temporada

#### Séries e telenovelas
- As vírgenes da cumbia (2006) como Fátima Díaz.
- Vírgenes da cumbia 2 (2006) como Fátima Díaz.
- O Profe (2007) como Graciosa Sánchez.
- Chapulín, o doce (2008) como Carmencita.
- O grande repto (2008) como Teresa.
- A Pré (2008) como Karina.
- Puro coração (2010) como Elena.
- Eu não me chamo Natacha (2011-2012) como Natacha.
- Pensão Soto como ela mesma.

#### Reality shows
- Dança com as estrelas (2005), 6° Posto (segunda temporada).
- Habacilar (2008 e 2009), 3 edições / 2 vezes ganhadora.
- O grande show (2010), 3° posto (primeira temporada).

### Cinema

#### Filmes
- Peloteros (2006) como Marlene.
- Japy Ending (2014) como Lizet.
- A pior de meus casamentos 1 (2016) como Maricielo.
- Um Natal em verão (2017) como Daniela.
- Não me digas solterona (2018) como Emily.
- A pior de meus casamentos 2 (2019) como Maricielo.